# Rio Coruia
O Rio Coruia é um rio da Romênia, afluente do Lăpuş, localizado no distrito de Maramureş.